# فولکس‌واگن پاسات
فولکس‌واگن پاسات (Volkswagen Passat) خودرویی است که از سال ۱۹۷۳ تا کنون تولید شده‌است. طراحی آن موتور جلو بوده است.

## نسل هشتم پاسات
هشتمین نسل فولکس واگن پاسات (B8) برای اولین بار در نوامبر ۲۰۱۴ معرفی شد. این خودرو در نسخه  سدان و استیشن تولید می‌شد. مارتین وینترکورن، رئیس هیئت مدیره فولکس‌ واگن، نسل هشتم پاسات را "خودرویی لوکس بدون قیمت لوکس" توصیف می‌کرد. این نسل از پاسات در سال ۲۰۱۵، به عنوان خودروی سال اروپا انتخاب شد.

## فولکس واگن ماگوتان
نسل هشتم فولکس واگن پاسات با نام ماگوتان در چین عرضه شد. بارزترین تفاوت این خودرو با پاسات را می‌توان ۸۰ میلی متر فاصله بین محوری بیشتر دانست. ضمناً طراحی چراغ ها متفاوت از پاسات است.